# Alfred Lunt
Alfred Lunt (ur. 12 sierpnia 1892 w Milwaukee, zm. 3 sierpnia 1977 w Chicago) – amerykański aktor, dwukrotny laureat nagrody Tony.

## Życiorys
Urodził się w rodzinie o fińskich korzeniach. Jest laureatem dwóch nagród Tony oraz nagrody Emmy. Był również nominowany do Oscara za rolę w filmie The Guardsman.
Sporadycznie grał w filmach i w telewizji. Występował przede wszystkim w teatrze. Wśród jego ról można wymienić: Clarence Bootha Tarkingtona, Elizabeth the Queen Maxwella Andersona, Idiot's Delight Roberta E. Sherwooda, Meteor S.N. Behrmana, Amphitryon 38 Jeana Giraudouxa. Jego popisowymi rolami są te w sztukach Poskromienie złośnicy według Szekspira i Mewy Czechowa.
Swoją żonę Lynn Fontanne, która również była aktorką, poślubił  26 maja 1922 roku. Ich małżeństwo trwało aż do śmierci Lunta po operacji raka pęcherza w chicagowskim szpitalu w 1977 roku. Para nie miała dzieci. Oboje zostali pochowani w Forest Home Cemetery w Milwaukee.

## Nagrody
- Nagroda Emmy Najlepszt aktor w miniserialu lub filmie telewizyjnym: 1951 Hallmark Hall of Fame
- Nagroda Tony
  - Najlepszy reżyser sztuki: 1954 Ondine
  - Najlepszy aktor w sztuce: 1955 Quadrille
  - 1959 The Visit